# Liechtensteiner-Cup 2021-2022
La Liechtensteiner-Cup 2021-2022, nota come FL1 Aktiv-Cup 2021-2022 per ragioni di sponsorizzazione, è stata la 77ª edizione della coppa nazionale del Liechtenstein, iniziata il 28 settembre 2021 e terminata il 3 maggio 2022. Seppur nelle ultime due stagioni non sia stato assegnato il titolo, il Vaduz è la squadra campione in carica in quanto vincitrice dell'edizione 2018-2019. Quest'ultimo si è riconfermato conquistando il trofeo per la quarantottesima volta nella sua storia.

## Date
| Turno            | Data                 |
| ---------------- | -------------------- |
| Primo turno      | 28-29 settembre 2021 |
| Secondo turno    | 2-3 novembre 2021    |
| Quarti di finale | 15-16 marzo 2022     |
| Semifinali       | 13-14 aprile 2022    |
| Finale           | 3 maggio 2022        |

## Squadre partecipanti
Tutte le 16 squadre partecipanti giocano nel campionato svizzero di calcio.
| Challenge League (secondo livello) | 1ª Lega (quarto livello) | 2ª Lega (sesto livello) | 3ª Lega (settimo livello)                            | 4ª Lega (ottavo livello)                                          | 5ª Lega (nono livello) |
| ---------------------------------- | ------------------------ | ----------------------- | ---------------------------------------------------- | ----------------------------------------------------------------- | ---------------------- |
| Vaduz                              | Balzers Eschen/Mauren    | Ruggell                 | Eschen/Mauren II Schaan Triesen Triesenberg Vaduz II | Balzers II Eschen/Mauren III Ruggell II Triesen II Triesenberg II | Schaan II Vaduz III    |

## Primo turno
Il sorteggio è stato effettuato il 4 agosto 2021.
| Squadra 1         | Risultato | Squadra 2         |
| ----------------- | --------- | ----------------- |
| 28 settembre 2021 |           |                   |
| Ruggell II        | 7 - 6     | Eschen/Mauren II  |
| Schaan II         | 5 - 4     | Triesen II        |
| Vaduz III         | 1 - 3     | Balzers II        |
| 29 settembre 2021 |           |                   |
| Triesenberg II    | 0 - 1     | Eschen/Mauren III |

## Secondo turno
Al secondo turno accedono le quattro squadre vincitrici il primo turno e le quattro squadre ammesse direttamente al secondo turno (Triesen, Triesenberg, Schaan e Vaduz II). Il sorteggio è stato effettuato il 4 ottobre 2021.
| Squadra 1        | Risultato | Squadra 2         |
| ---------------- | --------- | ----------------- |
| 29 ottobre 2021  |           |                   |
| Ruggell II       | 2 - 0     | Eschen/Mauren III |
| 2 novembre 2021  |           |                   |
| Schaan II        | 0 - 6     | Triesen           |
| 3 novembre 2021  |           |                   |
| Balzers II       | 0 - 2     | Vaduz II          |
| 10 novembre 2021 |           |                   |
| Triesenberg      | 1 - 2     | Schaan            |

## Quarti di finale
Ai quarti di finale accedono le quattro squadre vincenti il secondo turno e le quattro squadre provenienti dai livelli più alti (Vaduz, Balzers, Eschen/Mauren e Ruggell). Il sorteggio è stato effettuato il 23 novembre 2021.
| Squadra 1     | Risultato | Squadra 2     |
| ------------- | --------- | ------------- |
| 15 marzo 2022 |           |               |
| Ruggell II    | 0 - 12    | Vaduz         |
| Schaan        | 0 - 4     | Eschen/Mauren |
| Triesen       | 2 - 5     | Balzers       |
| 16 marzo 2022 |           |               |
| Vaduz II      | 1 - 2     | Ruggell       |

## Semifinali
| Squadra 1      | Risultato   | Squadra 2     |
| -------------- | ----------- | ------------- |
| 13 aprile 2022 |             |               |
| Balzers        | 1 - 3 (dts) | Vaduz         |
| Ruggell        | 0 - 1       | Eschen/Mauren |

## Finale
| Arbitro: | Sven Wolfensberger |

|           |           |                              |
| Kühne 45’ | Marcatori | 7’, 64’ Di Giusto 66’ Sutter |